# What the Daisy Said
«What the Daisy Said» — американский короткометражная мелодрама Дэвида Уорка Гриффита.

## Сюжет
Фильм рассказывает о двух сёстрах, которые жаждут узнать, будут ли у них в будущем отношения. Для этого одна из них срывает лепестки с цветка, а другая обращается к цыганке...

## В ролях
| Актёр               | Роль  |
| ------------------- | ----- |
| Мэри Пикфорд        | Марта |
| Гертруда Робинсон   |       |
| Джозеф Грейбилл     |       |
| Клара Т. Брэйси     |       |
| Кейт Брюс           |       |
| Джон Т. Диллон      |       |
| Фрэнк Эванс         |       |
| Френсис Дж. Грэндон |       |
| Оуэн Мур            |       |